# Hime microps
Espèce
Statut de conservation UICN

 DD 12 octobre 2018 : Données insuffisantes
Hime microps est une espèce de poissons marins téléostéens de la famille des Aulopidae.

## Systématique
L'espèce Hime microps a été décrite pour la première fois en 1989 par les ichtyologues russes Nikolai Vasilyevich Parin (d) & Aleksandr Nicholaevich Kotlyar (d).

## Description
Hime microps possède un corps allongé qui peut atteindre les 25,1 cm pour les mâles, et dont l'holotype est une femelle mesurant mesure 22,5 cm.
Comme les membres de la famille des Aulopidae, l'espèce a une nageoire dorsale dont la longueur dépasse la moitié de celle de l'ensemble du corps.
Les membres de cette espèce se caractérisent par une absence de cæca pylorique, ainsi que par un diamètre de d'œil inférieur à celui de Hime japonica qui a valu à cette espèce son nom spécifique.

## Répartition
Cette espèce se croise au large du Pérou, dans l'océan Pacifique, plus spécifiquement au sud de la dorsale de Nazca à des profondeurs variant de 160 à 168 m.

## Étymologie
Son épithète spécifique, microps, petit, fait référence au diamètre des yeux de l'espèce, qui est inférieur notamment à celui de Hime japonica.

## Publication originale
- (en + ja) Nikolay V. Parin et Alexandr N. Kotlyar, « A new aulopodid species, Hime microps, from the eastern South Pacific, with comments on geographic variations of H. japonica », Japanese Journal of Ichthyology, vol. 35,‎ 1989, p. 407-413 (ISSN 0021-5090 et 1884-7374, DOI 10.11369/JJI1950.35.407, lire en ligne).